# 熊坂長範

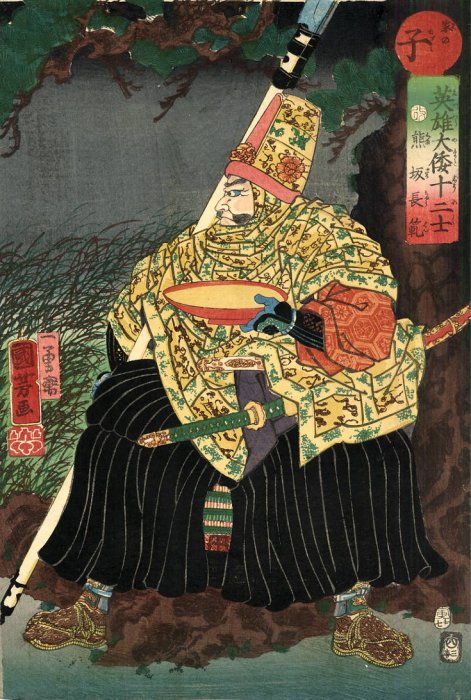
熊坂長範（歌川国芳画）

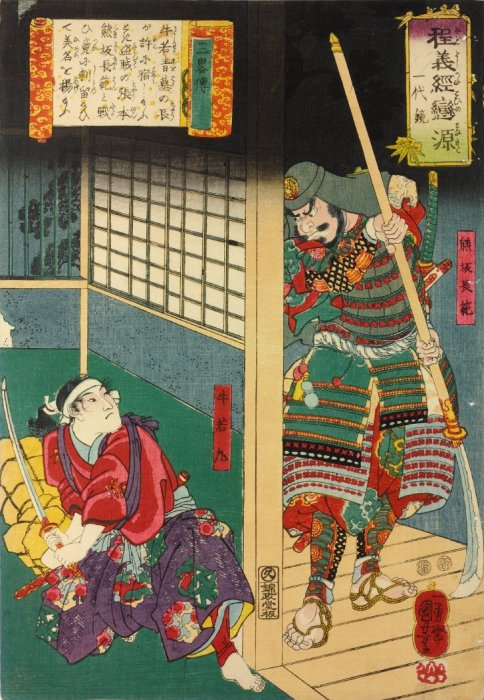
牛若丸と長範（歌川国芳画）

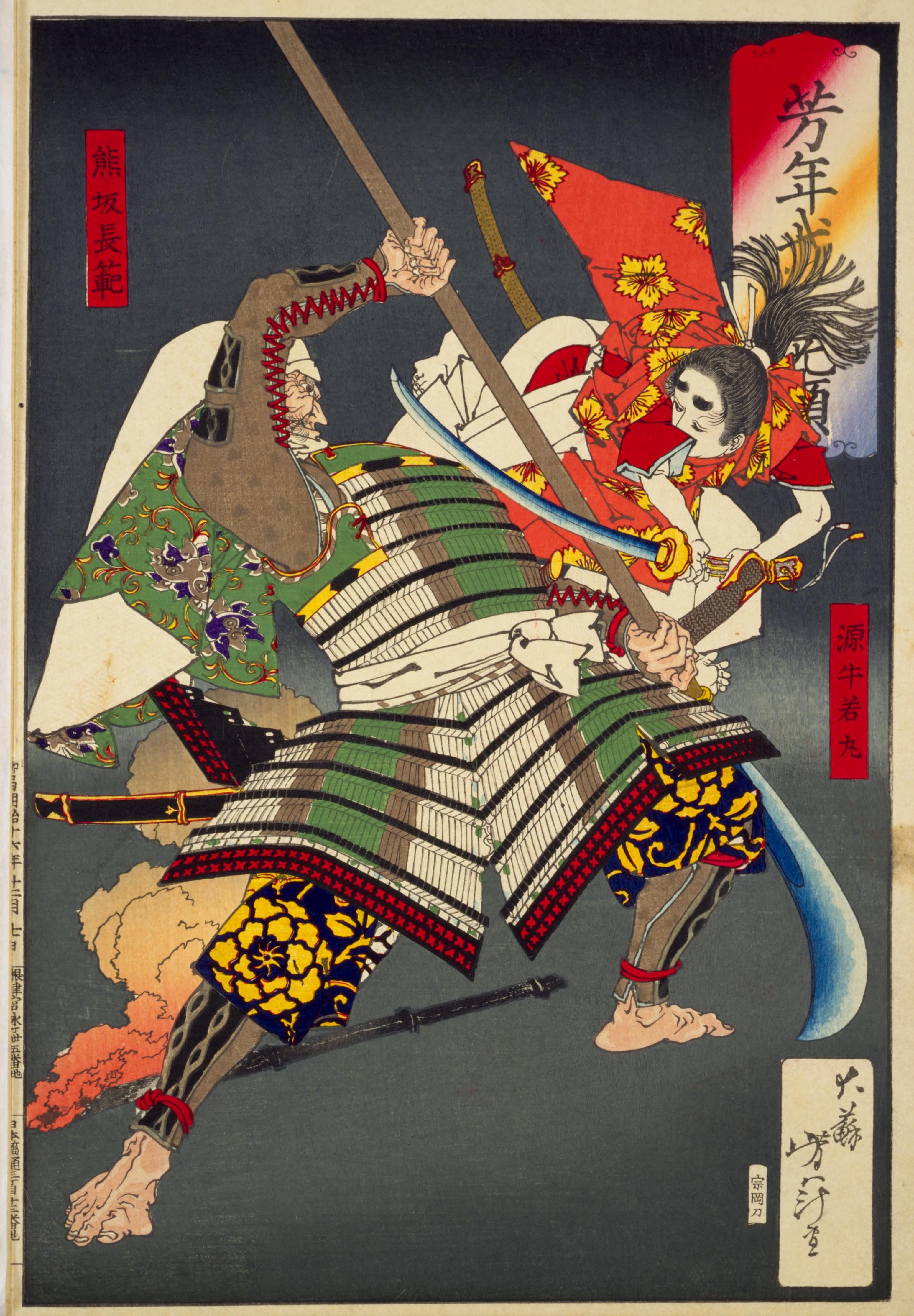
牛若丸と長範（月岡芳年画『芳年武者无類』）

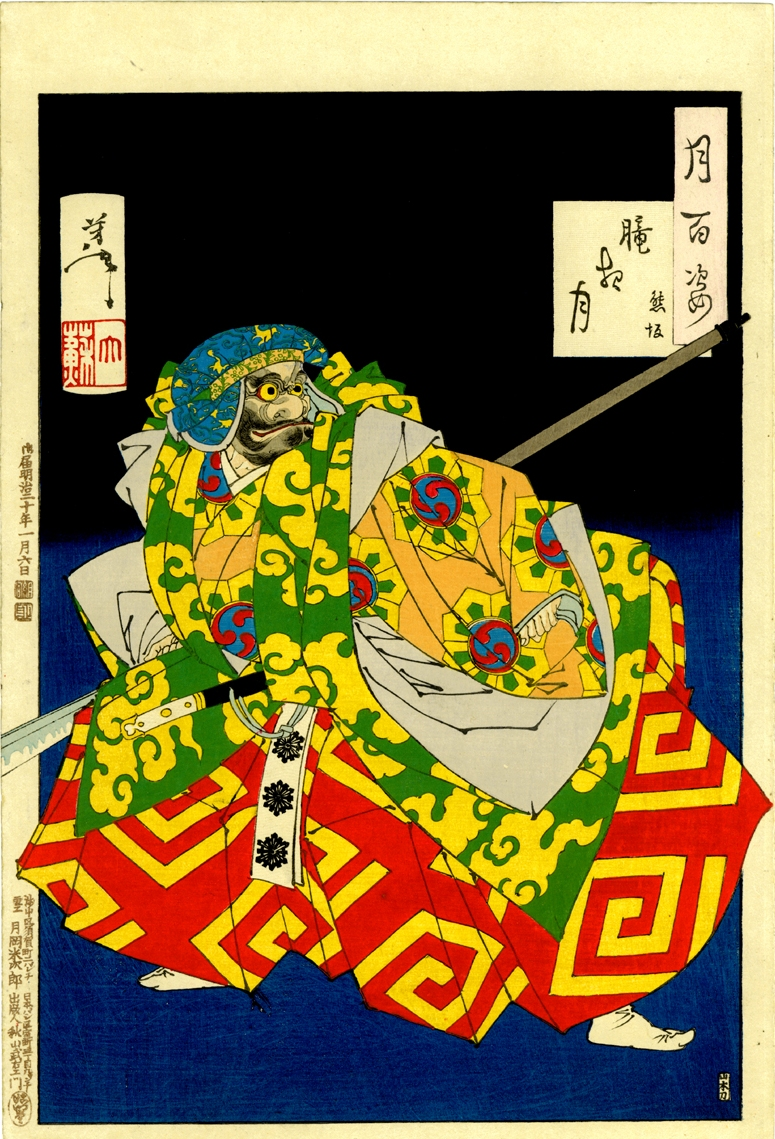
『朧夜月』（月岡芳年画『月百姿』）熊坂長範

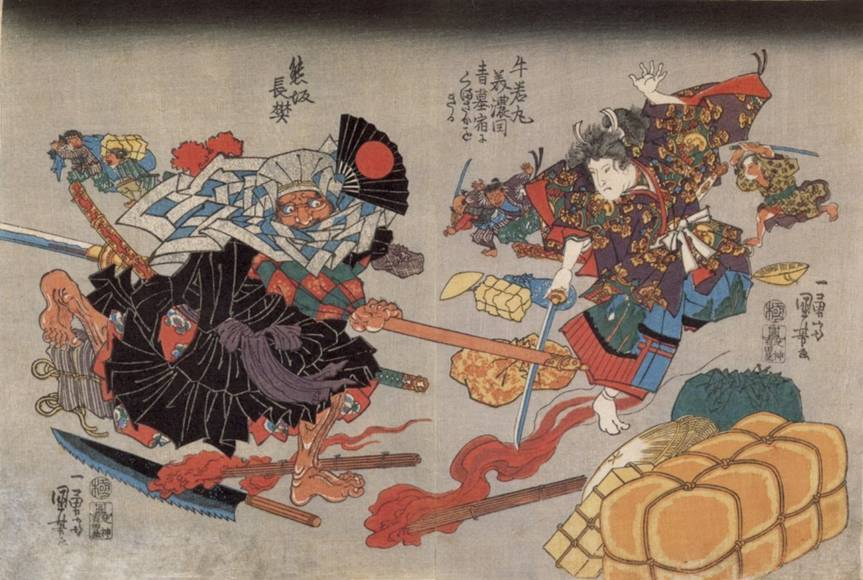
長範と戦う義経

熊坂 長範（くまさか ちょうはん）は、平安時代の伝説上の盗賊。義賊。遊侠。

## 概略
室町時代後期に成立したと推定される幸若舞『烏帽子折』、謡曲『烏帽子折』『熊坂』などに初めて登場する。
源義経に関わる大盗賊として広く世上に流布し、これにまつわる伝承や遺跡が各地で形成され、後世の文芸作品にも取り入れられた。
幸若舞『烏帽子折』による、熊坂長範に関わる話の筋は次のようなものである。
鞍馬寺を出奔し金売吉次の供に身をやつした牛若丸は、近江鏡の宿で烏帽子を買い求め、自ら元服して九郎義経を名乗った。美濃青墓宿の長者の館に着いたとき、父義朝、兄義平・朝長の三人が夢に現れ、吉次の荷を狙う盗賊が青野が原に集結していることを知らされる。このとき、熊坂長範は息子五人を始め、諸国の盗賊大将七十余人、小盗人三百人足らずを集めていた。青墓宿を下見した「やげ下の小六」は義経の戦装束を見て油断ならぬものと知らせるが、長範は常ならぬ胸騒ぎを覚えるものの、自らの武勇を恃んで青墓宿に攻め寄せた。待ちかまえていた義経は長範の振るう八尺五寸の棒を切り落とし、三百七十人の賊のうち八十三人まで切り伏せる。長範は六尺三寸の長刀（薙刀）を振るって激しく打ちかかるが、義経の「霧の法」「小鷹の法」に敗れ、真っ向から二つに打ち割られた。
謡曲『烏帽子折』『熊坂』は、舞台を美濃赤坂宿とし、義経との立ち回りに細かな違いは有るものの長範に関わる筋立ては同様である。
牛若丸が奥州へ下るさいに盗賊を討つ、という逸話は、13世紀半ばに成立した『平治物語』においてすでに現れている。ここでは、黄瀬川宿（現沼津市）付近で身の丈6尺の馬盗人を捕縛し、百姓家に押し入った強盗6人を切り伏せている。『曽我物語』では、盗賊を討ったのは美濃垂井宿のこととされ、室町時代前期に成立したと考えられる『義経記』では、出羽の由利太郎と越後の藤沢入道に率いられた信濃・遠江・駿河・上野の盗賊勢100人ほどを鏡の宿において討ったとする。熊坂長範の名が現れる幸若舞『烏帽子折』と謡曲『烏帽子折』『熊坂』の先後関係は明かでないが、内容から見るといずれも『義経記』、なかでも越後の住人で大薙刀を操る藤沢入道の記述を元に創作された可能性が江戸時代から指摘されている。

## 人物像
幸若舞『烏帽子折』で自ら語るところによれば、越後との国境にある信濃国水内郡熊坂に生まれた（謡曲『熊坂』では加賀の熊坂とする）。もとは仏のような正直者であったが、7歳のとき伯父の馬を盗んで市で売った。これが露見しなかった事に味を占め、以来日本国中で盗みを働き、一度も不覚をとらなかったという。
義経に討たれた時は既に老境（齢六十三）に差し掛かっていたが、棒や薙刀（幸若舞『烏帽子折』・謡曲『熊坂』）、或いは五尺三寸の大太刀（謡曲『烏帽子折』）などを振るう豪傑として、小柄で素早い義経と対照的な描写がされている。謡曲『烏帽子折』では投げ込んだ松明を義経に三つとも消され、縁起が悪いとして一旦は退散を考えるものの、「いや熊坂乃長範が。今夜の夜討を仕損じて。何処に面を向くべきぞ。たゞ攻め入れや若者ども」と叱咤する。
このような人物像はさらに脚色され、例えば『謡曲拾葉抄』に引く『異本義経記』では張良と樊噲の字を取って熊坂張樊を名乗ったとし、『義経地獄破り』においては地獄を攻める義経に伊勢三郎の仲介で勘当を許され地獄の釜の蓋を盗み出す。また高野山で発心したさまが『新著聞集』に記されるなど、さまざまな伝承が発生し、江戸時代には歌舞伎・浄瑠璃・草双紙などにおいて盗賊・義賊の代名詞として諸作品に登場することとなる。
大河ドラマ『源義経』『義経』では、伊勢三郎を従える盗賊の親分として登場。平泉に向かう途中の義経を襲い破れるが、命を助けられて改心する。これが縁で三郎が義経の郎党となり、前者では後に一ノ谷の戦いで義経に従い参戦する。

## 関連作品
幸若舞曲
『烏帽子折』
謡曲
『烏帽子折』『熊坂（幽霊熊坂）』
御伽草子
『天狗の内裏』
古浄瑠璃
『義経地獄破り』『源氏十二段』
義太夫節
『十二段』『末広十二段』
歌舞伎
『初雪物見桜』『熊坂物見松』『熊坂長範物見松』
小説
『義経勲功記』『義経倭軍談』『藤沢入道熊坂伝記』『熊坂長範物語』ほか多数。
児童文学
『どろぼうがっこう』かこさとし
テレビドラマ
『義経』（2005年、NHK大河ドラマ、演：河原さぶ）

## 伝承地

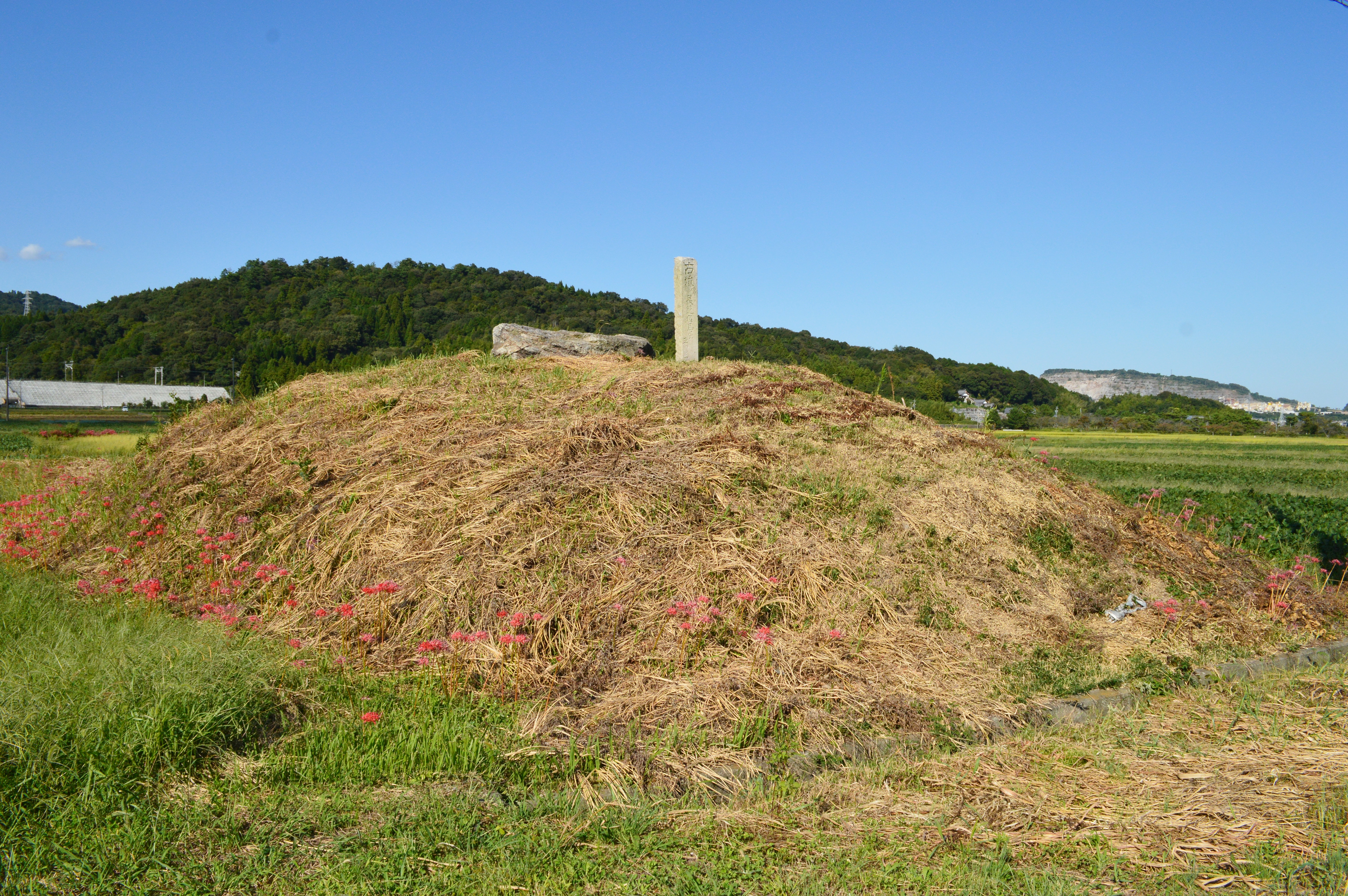
堅田古墳
（岐阜県不破郡垂井町）伝熊坂長範隠馬屋。

長野県信濃町熊坂
長範山・長範屋敷（『長野県の地名 日本歴史地名大系20』）
石川県加賀市熊坂
熊坂長範出生地（『三州奇談』）、熊坂長範屋敷
福井県あわら市熊坂
熊坂物見の松跡碑・熊坂大仏（『角川日本地名大辞典18 福井県』）
岐阜県大垣市青野
物見の松・腰かけ岩・かくし厩の跡（『新撰美濃志』）
愛知県名古屋市天白区
古厩山地蔵寺（毛替地蔵）・長範古厩（『張州府志』）
愛知県豊明市沓掛町
二村山峠地蔵尊
三重県名張市蔵持町
蔵持春日神社・熊坂長範屋敷跡